# Shaanxiana
Shaanxiana là một chi bướm ngày thuộc họ Lycaenidae.